# XVIII. Gebirgs-Armeekorps
XVIII. Gebirgs-Armeekorps var en tysk armékår för strid i bergsterräng under andra världskriget. Kåren sattes upp den 1 november 1940.

## Befälhavare
Kårens befälhavare:
- General der Gebirgstruppe Karl Eglseer 10 december 1943–23 juni 1944
- General der Infanterie Friedrich Hochbaum 24 juni 1944–7 maj 1945

Stabschef:
- Oberst Hugo Sittmann 19 april 1943–30 juni 1944
- Oberst Franz Jais 30 juni 1944–1 mars 1945
- Oberstleutnant Kurt Gerber 1 mars 1945–8 maj 1945